# Blackheath (Midlands de l'Ouest)
Blackheath est une ville des Midlands de l'Ouest, en Angleterre.